# بورک ستژلینگسکی

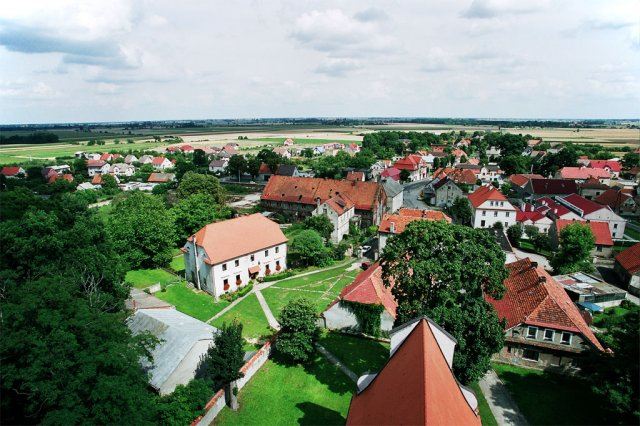
بورک ستژلینگسکی

بورک ستژلینگسکی (به لهستانی:  Borek Strzeliński) یک روستا در لهستان است که در گمینا بوروو واقع شده‌است. بورک ستژلینگسکی ۹۶۰ نفر جمعیت دارد و ۱۵۴ متر بالاتر از سطح دریا واقع شده‌است.